# Esporte Clube Santo André
L'Esporte Clube Santo André, noto anche semplicemente come Santo André, è una società calcistica brasiliana con sede nella città di Santo André, nello stato di San Paolo.

## Storia
Il Santo André venne fondato il 18 settembre 1967 da persone che volevano avere una squadra nella loro città che rappresentasse il calcio professionistico del comune.
Il primo incarico di amministratore del Santo André fu eletto il 4 ottobre 1967 ed era composto dai seguenti membri: Newton Brandão, il presidente; Wigand dos Santos, Antonio Ferreira dos Santos e Hildebrando Mota Carneiro, i vice-presidenti; Nelson Cerchiari e Durval Daniel, i segretari; Matheus Guimarães Jr. e João Manha, i tesorieri.
La prima partita ufficiale del club ha avuto luogo l'8 aprile 1968 presso lo stadio Américo Guazzelli in un'amichevole contro il Santos. Pelé non ha giocato, ma ha guardato la partita e ha partecipato ai festeggiamenti. Il Santo André vinse 2-1.
Nel 1984 il Santo André fu invitato a partecipare al Campeonato Brasileiro Série A per la prestazione nel campionato statale. La squadra raggiunse il terzo turno (classificato 10º in assoluto), ma non sono stati invitati a competere l'anno successivo perché i criteri furono modificati.
Il Santo André nel 2003 fu finalista e venne sconfitto dall'Ituano nel Campeonato Brasileiro Série C e ottenne la promozione in Série B.
Nel 2004, il Santo André vinse il suo primo titolo nazionale dopo aver sconfitto il Flamengo nella finale della Coppa del Brasile, qualificandosi così per la Coppa Libertadores dell'anno successivo. La prima stagione in Série B era finita prima di cominciare dato che la squadra fu penalizzata di 12 punti per aver schierato un giocatore non ammissibile. Questo significava, al momento della Coppa del Brasile successo il loro bottino punto del torneo locale è stato negativo. La squadra ha recuperato per evitare la retrocessione in modo confortevole.
Nel 2008 il Santo André fu finalista contro il Corinthians nel Campeonato Brasileiro Série B e ottenne la promozione in Série A. Dopo una campagna combattuta il Santo André retrocesse in Série B all'ultimo giorno della stagione.
Nel Campionato Paulista 2010 fece una grande campagna. La squadra terminò al secondo posto nella tabella dietro al Santos, dopo una mezza stagione di sette vittorie consecutive per metterlo in una posizione dominante. Nei play-off il Santo André sconfisse il Grêmio Prudente, prima di affrontare il Santos che aveva segnato quasi già 100 gol in tutte le competizioni. La prima partita si concluse con una vittoria di 3-2 per il Santos nonostante il Santo André avesse un uomo espulso. La seconda partita il 2 maggio 2010 si è rivelato un incontro epico per il Santo André, che stava pareggiando nel primo minuto. La partita si concluse con il risultato di 3-2 per il Santo André (5-5 complessivo) e con tre cartellini rossi dati al Santos, e uno al Santo André. Nonostante il palo colpito due volte, il Santo André non poteva competere con la retroguardia professionista del Santos. Il Santos in tal modo ha vinto il titolo a causa del loro record assoluto superiore.
Il Santo André retrocesse in Série C nel 2010 e quasi retrocesse in Série D nel 2011.

## Palmarès

### Competizioni nazionali
- Coppa del Brasile: 1

2004

### Competizioni statali
- Campeonato Paulista Série A2: 5

1975, 1981, 2008, 2016, 2019
- Copa Paulista: 2

2003, 2014

### Competizioni giovanili
- Copa São Paulo de Futebol Júnior: 1

2003

### Altri piazzamenti
- Campeonato Brasileiro Série B:

Secondo posto: 2008
- Campeonato Brasileiro Série C:

Secondo posto: 2003